# Flemington (Canterbury)
Cet article concerne une localité de la région de Canterbury.   
Pour les articles homonymes, voir Flemington et Flemington (Canterbury, Nouvelle-Zélande).
Flemington  est une localité faiblement peuplée située dans la région de Canterbury dans l'Île du Sud de la Nouvelle-Zélande .

## Géographie
La ville de Flemington est localisée dans la plaine de  Canterbury, au sud de la ville de Ashburton, entre le fleuve Ashburton et le fleuve Hinds.  Les villages à proximité comprennent  Eiffelton vers l'est, Huntingdon vers le nord, Wheatstone et  Ashton vers l'est sur les berges du fleuve  Ashburton , et la ville fantôme de Waterton vers le sud sur la ligne de côte de l'Océan Pacifique.

## Démographie
Flemington fait partie de la zone statistique d'Eiffelton 

## Éducation
Jusqu'en 1999, la ville de Flemington avait sa propre école.  En 2000, celle ci a fusionné avec 2 autres écoles locales et elles furent relocalisées sur l'ancien site de l'école de la ville de Willowby et qui est maintenant connue sous le nom de l'école de Longbeach